# Jacques Van Reysschoot
Jacques Van Reysschoot, né le 2 mai 1905 à Gand et mort en 1975 en Espagne, est un joueur de hockey sur glace belge.

## Carrière
Membre de l'équipe de Belgique, il est médaillé d'argent du Championnat d'Europe 1927 à Vienne et termine cinquième des Jeux olympiques de 1928 à Saint-Moritz.

## Famille
Il est le frère du joueur de hockey sur glace Pierre Van Reysschoot et le cousin d'André Poplimont.